# HD 223229
HD 223229 är en misstänkt variabel dubbelstjärna belägen i den norra delen av stjärnbilden Andromeda. Den har en kombinerad skenbar magnitud av ca 6,07 och är mycket svagt synlig för blotta ögat där ljusföroreningar ej förekommer. Baserat på parallaxmätning inom Hipparcosuppdraget på ca 3,1 mas, beräknas den befinna sig på ett avstånd på ca 1 000 ljusår (ca 320 parsek) från solen. Den rör sig närmare solen med en heliocentrisk radialhastighet på ca -9 km/s.

## Egenskaper
Primärstjärnan HD 223229 A är en blå till vit underjättestjärna av spektralklass B3 IV. Den har en massa som är ca 6,3 solmassor, en radie som är ca 3,7 solradier och har ca 700 gånger solens utstrålning av energi från dess fotosfär vid en genomsnittlig effektiv temperatur av ca 17 900 K.
Dubbelstjärnan består av en primärstjärna av magnitud 6,11 och en följeslagare av magnitud 8,73. Paret har en vinkelseparation av 0,80 bågsekunder vid en positionsvinkel av 250°, år 2009.